# Ninja Scroll
Ninja Scroll (獣兵衛忍風帖 Jūbē Ninpūchō?) es una película de anime japonés de 1993 del género jidaigeki-chanbara y fantasía oscura. Dirigida por Yoshiaki Kawajiri e inspirada por las obras del autor Futaro Yamada, narra la historia de un ninja vagabundo del período Edo llamado Jubei Kibagami que se ve envuelto en una conspiración para derrocar al shogunato Tokugawa. En España e Hispanoamérica, partiendo por Venezuela, fue estrenada en los cines en 1996 y fue distribuida en VHS y DVD.

## Sinopsis
La película comienza con la introducción de Jubei Kibagami (interpretado por Koichi Yamadera), un espadachín a sueldo que es emboscado por bandidos que buscan venganza contra él por su último trabajo. Kibagami les derrota utilizando su destreza con la katana antes de continuar su camino.
Mientras tanto, la aldea de Shimoda es contagiada por una misteriosa epidemia, matando a todos sus habitantes. El pequeño clan Mochizuki sospecha que realmente hay algo más detrás y decide enviar a un grupo de ninjas de Kōga para determinar la causa de la enfermedad. Entre ellos se encuentra Kagero (Emi Shinohara), una hermosa y letal kunoichi entrenada para resistir todos los venenos al coste de que su cuerpo sea letal al contacto. Sin embargo, antes de que los ninjas puedan aproximarse al lugar, son emboscados y asesinados por agresores desconocidos, entre los que se encuentra un ninja capaz de convertir su piel en piedra llamado Tessai. Este secuestra a Kagero y abusa sexualmente de ella hasta que Jubei Kibagami aparece por casualidad y la ayuda a escapar, pero su intromisión le obliga a enfrentarse más tarde con Tessai de nuevo, duelo en el que el ninja pétreo muere como consecuencia del anterior veneno de Kagero. La amenaza no termina para Jubei, sin embargo, ya que es atacado en un onsen por una seductora kunoichi controladora de serpientes, Benisato, quien es ahuyentada con la ayuda del anciano monje Dakuan (Takeshi Aono). El monje se revela como un agente de Ieyasu Tokugawa, y explica que tanto Benisato como Tessai pertenecen a un grupo conocido como los Ocho Demonios de Kimon, que está trabajando con el llamado Shogún de las Tinieblas para derrocar a Ieyasu y reinstaurar el clan Toyotomi. Dakuan recluta forzosamente la ayuda de Jubei mediante un veneno que le matará en un tiempo si no es administrado el antídoto que le promete como recompensa.
Se explican entonces los eventos que sucedieron cinco años antes de la película. Los vasallos del clan Yamashiro hallaron oro en una mina a espaldas de su señor, lo que le obligó a reunir a su equipo de ninjas, encabezado por Genma Himuro (Daisuke Gori), para asesinarlos y resolver la situación antes de entregar la mina al shogún Tokugawa. Sin embargo, el señor de Yamashiro jamás entregó la mina, y Genma ordenó al equipo ninja volverse contra uno de sus comandantes, el mismo Jubei, que se vio obligado a acabar con ellos en autodefensa. Jubei se vengó decapitando a Genma en un paso de montaña a fin de vengar la muerte de sus camaradas, tras lo que se vio obligado a convertirse en un ronin vagabundo. La historia de Dakuan y los recuerdos de Jubei coinciden hasta este punto, ya que el monje explica que Genma está inexplicablemente vivo y es el líder de los Ocho Demonios de Kimon.
Dakuan y Jubei caen en una trampa montada por Benisato y otro de los demonios, el sigiloso Shijima. El ronin está a punto de caer bajo las serpientes de Benisato, pero Kagero reaparece para continuar su investigación y captura a la kunoichi, que es entonces asesinada por otro demonio de Kimon, Yurimaru, como consecuencia de fricciones internas en el grupo. Dakuan, Jubei y Kagero alcanzan por fin la aldea de Shimoda, pero allí deben enfrentarse a otro demonio más, un jorobado llamado Mushizo que alberga una colmena de avispas en su espalda. Tras un peligroso duelo, Mushizo es abatido por Jubei con ayuda de Kagero, no sin revelar que Genma vive gracias a haber dominado la técnica de la reencarnación, que le ha vuelto inmortal. Jubei y Kagero se topan también con el siguiente sirviente de Genma, el espadachín ciego Mujuro Utsusu, el cual es derrotado gracias a otro esfuerzo combinado y a una dosis de suerte. Por fin, el trío alcanza la playa de Kishima, a la que Genma está haciendo transportar el oro de la mina Yamashiro a fin de enviarlo en barco al poderoso Shogún de las Tinieblas e iniciar la revolución contra el gobierno de Japón. En ese momento, Dakuan revela a Kagero que la única forma de salvar a Jubei de su veneno es que ella misma tome contacto íntimo con él, haciendo que un veneno neutralice el otro veneno. Después de ser secuestrada por Shijima y rescatada por Kibagami, la mujer del clan Kōga le ofrece tener sexo con él para liberarle del servicio, pero Jubei se niega, a pesar de los difíciles sentimientos de ambos.
El trío intenta frustrar los planes de Genma en el puerto, pero este revela haber asesinado y suplantado al líder del clan Mochizuki e hiere mortalmente a Kagero. Jubei mismo es casi abatido por Yurimaru, amante de Genma, pero este es asesinado a su vez por el último demonio de Kimon, la experta en explosivos Zakuro, quien anhela el favor de Himuro. El ronin consigue reunirse con Kagero, pero esta muere tras compartir un beso con él, que es suficiente para curarle del veneno de Dakuan. Tomando la resolución de terminar lo que empezó hace cinco años, Jubei se enfrenta a Genma en el barco que carga el oro, mientras Dakuan elimina a Zakuro y causa accidentalmente que la nave arda. Entre las llamas, Kibagami tiene un duelo final con Genma, siendo incapaz de abatirlo debido a sus poderes, pero le derrota por fin enterrándole debajo de oro fundido y dejándolo hundirse en el fondo del mar.
En el epílogo de la película, Dakuan agradece a un sombrío Jubei haber dado unos momentos de felicidad a la tortuosa vida de Kagero, reconociendo que un "ninja sin corazón" como él mismo jamás habría podido lograrlo, y le invita a volver a Edo con él. No obstante, Kibagami adivina que Dakuan planea silenciarlo, de modo que rechaza la oferta y vuelve a su vida de vagabundo por los bosques, sin más recompensa que la hachimaki de Kagero atada en la vaina de su katana.

## Personajes
- Jubei Kibagami (牙神 獣兵衛 Kibagami Jūbē?)

El protagonista principal, un ninja vagabundo que una vez sirvió al clan Yamashiro. Jovial y despreocupado en apariencia, es experto en el uso de la katana, con la que puede cortar objetos a cierta distancia, y que mantiene atada a sí con un hilo para recuperarla subrepticiamente de ser desarmado. Jubei viaja por el país sin rumbo fijo ofreciendo sus servicios a cambio de unas monedas o, si la causa es justa, a cambio de nada, y es de este modo que se ve implicado sin proponérselo en la conspiración al rescatar a Kagero. Está inspirado en el famoso samurái histórico Yagyū Jūbei Mitsuyoshi. Su seiyu es Koichi Yamadera, mientras que en España es doblado por Paco Gázquez y en Venezuela por José Manuel Vieira.
- Kagero (陽炎 Kagerō?)

Una kunoichi del clan Koga entrenada desde la niñez, que desempeña la función de catavenenos oficial del chambelán del clan Mochizuki. Debido a la ingestión regular de toxinas que exige su trabajo, Kagero ha desarrollado inmunidad hacia los venenos y su cuerpo mismo se ha vuelto venenoso, por lo que quien la bese o tenga relaciones sexuales con ella quedará envenenado mortalmente. Debido en parte a ello y en parte a su propia crianza, Kagero se ve a sí misma como una herramienta sin valor, y arriesga su vida fácilmente en la batalla, lo que le origina roces con el vitalista Jubei. El personaje de Kagero es una referencia a la obra de Futaro Yamada The Kouga Ninja Scrolls. Emi Shinohara es su seiyu, mientras que en España es doblada por Silvia Castelló y en Venezuela por María Teresa Fernández.
- Dakuan (濁庵 Dakuan?)

Agente del shogún Tokugawa, Dakuan es un anciano pequeño y de aspecto sabio, pero internamente taimado y calculador. Aparece en la historia como recibidor de la misión de investigar y detener a los Demonios de Kimón, siendo -según él- el único superviviente de un grupo enviado para ello. Viaja haciéndose pasar por un monje budista, y como tal lleva un sombrero de paja y un bastón shakujo, el cual puede extender muchos metros para usar a modo de pértiga. Aunque se muestra cauteloso hacia los Ocho Demonios y sus habilidades fantásticas, también él dispone de técnicas sobrehumanas, pudiendo estirar sus extremidades como goma y adoptar el color y textura de una rama de árbol, entre otras. Está basado en el personaje histórico Takuan Soho. Su seiyu es Takeshi Aono, mientras que en España es doblado por Alberto Trifol y en Venezuela por Salomón Adames.

### Los Ocho Demonios de Kimon
Los Ocho Demonios de Kimon (鬼門八人衆 Kimon Hachinin-shū?, lit. "Los ocho de la puerta del demonio") son un grupo de ninjas dotados de poderosas habilidades sobrenaturales, siete de los cuales fueron reclutados por Genma Himuro tras su reencarnación. Tienen como patrono al Shogún de las Tinieblas (覆面武士), quien planea derrocar al shogunato de Japón.
- Genma Himuro (氷室 弦馬 Himuro Genma?)

Antiguo ninja del clan Yamashiro, al igual que Jubei, así como fundador de los Ocho Demonios. A pesar de haber sido decapitado en el pasado por Jubei, su poder le permitió sobrevivir a la muerte y dominar el arte de la reencarnación, que le permite regenerar cualquier herida y alterar la forma de su cuerpo a voluntad. Tiene la misión de robar el oro de la mina Yamashiro y la intención de vengarse de Jubei, y tan pronto como se encuentra cerca de sus objetivos, rechaza la autoridad del Shogún de las Tinieblas y declara su meta de conquistar por él mismo todo Japón. Su seiyu es Daisuke Gori, siendo doblado por Antonio Gómez de Vicente en España y por Luis Miguel Pérez en Venezuela.
- Tessai (鉄斎 Tessai?)

Un gigantesco ninja con la facultad de convertir su piel en piedra, volviéndose casi indestructible. Utiliza además una espada de doble hoja que puede arrojar y controlar como un boomerang. Salvaje y sádico, Tessai bebe la sangre de sus enemigos después de desmembrarlos y se lleva a Kagero a un templo cercano a fin de violarla, mencionando en el proceso que no tiene reparos en violar a mujeres muertas. Pierde un ojo -uno de sus pocos puntos débiles- al ser atacado por Jubei, y más tarde muere envenenado por haber tenido contacto con el cuerpo de Kagero. Su seiyu es Ryūzaburō Ōtomo, mientras que en España es doblado por Doménech Farell y en Venezuela por Daniel Jiménez.
- Benisato (紅里 Benisato?)

Una kunoichi con poder sobre las serpientes. Puede crear serpientes de todos los rincones de su cuerpo, así como crear tatuajes a los que infunde vida propia y con los que puede hipnotizar a sus enemigos. En la mayoría de sus apariciones se encuentra desnuda, reflejando así su naturaleza seductora. Además de sus tareas como ninja, obra de amante de Genma. Su seiyu es Gara Takashima, siendo doblada en España por María Luisa Rosselló y en Venezuela por Maritza Rojas.
- Shijima (シジマ Shijima?)

Shijima es un ninja oscuro y flaco, experto en camuflarse entre las sombras y disolverse en ellas. Además de esta facultad, destaca su brazo izquierdo, el cual es artificial, y se compone de una combinación de ballesta y garra de hierro. También puede crear ilusiones de sí mismo, e incluso controlar la mente de sus enemigos como marionetas, aparentemente sólo después de depositar su saliva dentro de sus cuerpos. Su seiyu es Akimasa Ohmori, y es doblado por Miguel Rey en España y por Juan Guzmán en Venezuela.
- Mushizo (蟲蔵 Mushizō?)

Un grotesco jorobado cuya corva contiene una colmena de avispas, las cuales circulan por todo su cuerpo y son controladas por él a su antojo. A pesar de su aspecto, Mushizo es muy hábil y veloz, y ataca con un gran bidente, así como con una aguja que mantiene oculta en su garganta. Muere a manos de sus propias avispas cuando Jubei causa su caída en un río, volviendo locos a los insectos dentro de él debido al agua. Su seiyu es Reizo Nomoto, siendo doblado por José Luis Barcelona en España y por Domingo Moreno en Venezuela.
- Mujuro Utsutsu (現 夢十郎 Utsutsu Mujūrō?)

El más honorable de los Demonios de Kimon, un espadachín ciego que compensa su vista con su oído y sus reflejos. Salva a Jubei y Kagero de caer por un acantilado a fin de retarles formalmente a duelo, atrayendo la ira de Jubei, quien se enfrenta con él en una lucha a espada. Mujuro se impone gracias a su superioridad, zafándose incluso de Kagero cuando esta acude a ayudar a Jubei, y está a punto de acabar con él cuando es despistado al topar casualmente con la espada corta de Kagero clavada en un árbol, permitiendo a Kibagami abatirle. Su seiyu es Norio Wakamoto, doblado en España por Francisco Alborch y en Venezuela por Juan Guzmán.
- Yurimaru (百合丸 Yurimaru?)

Segundo al mando de Genma, Yurimaru es un refinado y sereno ninja capaz de manejar cables de acero y mover electricidad por ellos. Entre sus habilidades se encuentran estrangular y electrocutar a sus enemigos y transmitir información por sus cables. Comparte con Benisato el oficio de amante de Genma y asesina a esta por causa de celos, sólo para ser él mismo asesinado por Zakuro por haberla rechazado. Su seiyu es Toshihiko Seki, mientras que en España es doblado por Aleix Estadella y en Venezuela por Kaihiamal Martínez.
- Zakuro (石榴 Zakuro?)

Una mujer experta tanto en el uso de la pólvora como en la manipulación de cadáveres. Su técnica preferida es lisiar a enemigos, rellenar sus cuerpos de explosivos y enviarlos con sus aliados para hacerlos explotar. Está enamorada de Yurimaru, pero el rechazo de este, debido a su homosexualidad y a su amor por Genma, la mueve a acabar con él. Zakuro misma muere en una explosión causada por Dakuan. Su seiyu es Masako Katsuki, y en España es doblada por María Pilar Quesada y en Venezuela por Jhaidy Barboza.

## Secuelas
En el año 2003 fue creada una serie animada llamada "Jubei Ninpucho: Ryuhogyoku-hen" que duró 13 episodios. En Europa fue denominada Ninja Scroll: The Series.

## Impacto
El personaje principal, Jubei Kibagami, está basado en Yagyū Jūbei Mitsuyoshi, un samurái real que vivió y luchó por esa época, el cual se ve reflejado en la obra literaria Crónicas del viento, un tomo realizado por el aclamado autor Jirō Taniguchi, y es junto con Musashi Miyamoto uno de los samuráis históricos más populares de Japón.

## Banda sonora
Fue creado un disco llamado Jubei Ninpucho (Ninja Scroll) con la música compuesta por Kaoru Wada. Las canciones 8 y 15 fueron compuestas por Ryouhei Yamanashi con letras de Shou Jitsukawa.
Lista de canciones:
1. Prologue (プロローグ)
2. Jubei (獣兵衛)
3. Eight Warriors of the Demon Clan (鬼門八人衆)
4. Blood Wind (血風)
5. Kagerou (陽炎)
6. Visions (夢幻)
7. Devil Shadow (魔影)
8. To Those Who Face the Wind (風に向かう者へ)
9. Pursuit (追跡)
10. Devil Swordsman (剣鬼)
11. Strategy (謀略)
12. Reincarnation (転生)
13. Struggle to the Death (死闘)
14. Epilogue (エピローグ)
15. Somewhere, Faraway, Everyone is Listening to a Ballad (誰もが遠くでバラードを聴いている)

## Cómic Wildstorm
El Sello de DC Comics, Wildstorm publicó una miniserie de 12 números basada en la serie y la película de este clásico del anime japonés, editada en 2006 y muy fiel al personaje original, tanto en estética como en sus historias.

## Reconocimientos
Fue premiada en 1993 en el festival de cine Yubari International Adventure Fanstastic con el premio Citizen's Award.